# Roberta Rodrigues
Roberta Rodrigues, née le 20 octobre 1982 à Rio de Janeiro, est une actrice brésilienne.

## Filmographie

### Télévision
- 2002 : La Cité des Hommes : Poderosa
- 2003 : Femmes amoureuses : Zilda[2]
- 2004 : Cabocla : Julieta
- 2005 : A Lua Me Disse : Zenóbia
- 2005 : Tecendo o Saber : Valdete Pereira
- 2006 : JK : Adosinda
- 2006 : Filhos do Carnaval : Rosana
- 2006 : Páginas da Vida : Paula
- 2007 : Paraíso Tropical : Eloísa
- 2008 : Dicas de Um Sedutor : Lurdinha
- 2008 : Faça a Sua História : Eleuza
- 2008 : Casos e Acasos : Júlia
- 2008 : Três Irmãs : Neidinha
- 2010 : As Cariocas : Suellen
- 2010 : Os Caras de Pau : divers personnages
- 2011 : Passions mortelles : Fabíola dos Santos[3]
- 2011 : Dança dos Famosos : lui-même
- 2012 : As Brasileiras : Dirce
- 2012 : Louco Por Elas : Clara
- 2012 : Salve Jorge : Maria Vanúbia da Conceição[4],[5],[6],[7],[8],[9]
- 2013 : Divertics : divers personnages
- 2014 : A Grande Família : Manu
- 2015 : As Canalhas : Sônia[10]
- 2015 : A Regra do Jogo : Ninfa[11],[12]
- 2017 : Vai Que Cola : Sandra
- 2017 : Tô de Graça : Sara Jane dos Santos
- 2018 : Segundo Sol : Doralice Falcão do Nascimento
- 2020 : Sob Pressão : Marisa
- 2021 : Nos Tempos do Imperador : Lupita
- 2022 : Ta mère l'incruste : Prikitona

### Cinéma
- 2002 : La Cité de Dieu : Berenice
- 2003 : Garrincha - Estrela Solitária: Nair
- 2004 : O Diabo A Quatro : Natasha
- 2006 : Desejo : Silvana
- 2006 : Noel - Poeta da Vila : Lola
- 2006 : Mulheres do Brasil : Telma
- 2008 : Se Nada Mais Der Certo : Isabel
- 2010 : 5x Favela - Agora Por Nós Mesmos : Renata
- 2011 : Desenrola : Bruna
- 2012 : Cidade de Deus - 10 Anos Depois : lui-même
- 2015 : Nise, le cœur de la folie (Nise: O Coração da Loucura) : Dona Ivone Lara
- 2015 : Sorria, Você Está Sendo Filmado : Neide
- 2016 : Apaixonados - O Filme : Soraia
- 2021 : Dois Mais Dois : Bettina
- 2021 : L.O.C.A : Rebeca